# 歐柏嘉

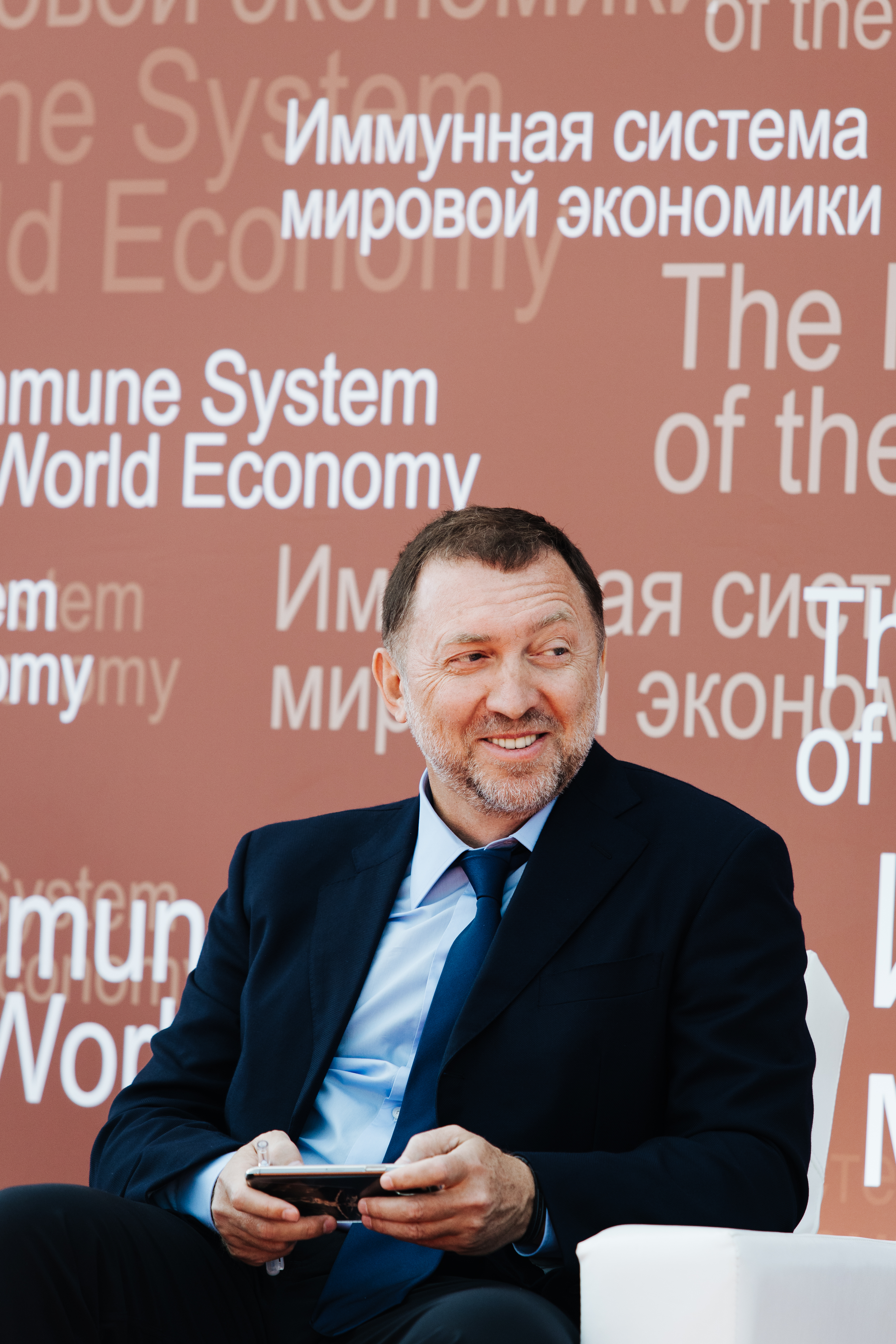
奥列格·杰里帕斯卡

奥列格·弗拉基米罗维奇·杰里帕斯卡（羅馬化：Oleg Vladimirovich Deripaska；1968年1月2日—），漢名歐柏嘉，俄罗斯寡头和实业家，俄罗斯最大的工业集团之一Basic Element和俄罗斯最大的慈善基金会Volnoe Delo的创始人。截至2018年，德里帕斯卡担任俄罗斯能源公司En + Group的总裁並领导着全球第二大铝公司俄铝。